# Dysodie
 (mars 2024).
Si vous disposez d'ouvrages ou d'articles de référence ou si vous connaissez des sites web de qualité traitant du thème abordé ici, merci de compléter l'article en donnant les références utiles à sa vérifiabilité et en les liant à la section « Notes et références ».
La dysodie est une altération de la voix chantée.
La dysodie fonctionnelle est la conséquence d'une méconnaissance de l'appareil vocal (larynx) et de son utilisation, ainsi que d'une méconnaissance des règles élémentaires du chant.
Ce trouble peut être rééduqué par une pratique plus économique du chant, auprès d'un professeur de chant expérimenté et/ou d'un orthophoniste (thérapeute de la voix), après un examen pratiqué par un médecin phoniatre ou au moins oto-rhino-laryngologiste.

## Étymologie
Formé du préfixe dys- emprunté au grec, qui signifie "mauvais, erroné, difficile", à valeur péjorative (formateur en grec de composés dans le lexique médical), et de l'élément tiré du grec odie «chant» (entrant dans la construction de substantifs féminins, mais d'utilisation très réduite en langue française).